# واینا کایاندرا
واینا کایاندرا (فنلاندی: Väinö Kajander؛ ۳۰ نوامبر ۱۸۹۳ – ۱۶ سپتامبر ۱۹۷۸) کشتی‌گیر اهل فنلاند بود.
وی در مسابقات کشوری و بین‌المللی در مجموع برندهٔ ۱ مدال نقره شده‌است.